# D. Nieves
D. Nieves é um documentário português de 2001, realizado por Miguel Gonçalves Mendes.

## Distinções
- Prémio Melhor Documentário - FestEspinho2003, Portugal
- Prémio Europeu Massimo Troisi- 2003, Itália
- Prémio Jovem Realizador- OvarVídeo2003, Portugal